# Марыйская ГЭС
Марыйская ТЭС, ранее Марыйская ГРЭС — туркменская электростанция, расположенная в городе Мары; управляется государственным предприятием «Туркменэнерго».

## Обслуживание
Построена в 1969 году, полностью введена в эксплуатацию в 1973 году. Использует природный газ в качестве топлива. Насчитывает семь энергоблоков мощностью 210 МВт каждый и один энергоблок мощностью 215 МВт (суммарная мощность в 1685 МВт). Также есть три дополнительные газотурбинные генерирующие установки мощностью 48,9 МВт каждая (146,7 МВт итого), что доводит всю мощность всей электростанции до 1831,7 МВт.
Ежегодно электростанция способна вырабатывать до 12 млрд. кВт·ч (в 2019 году энергблоками выработано 8,6 млрд. кВт·ч, на долю комбинированной парогазовой электростанции выпало 70% выработанной энергии). Вырабатываемая на Марыйской ГЭС электроэнергия экспортируется в Афганистан по энергомосту до города Герат, откуда должна будет далее передаваться в Пакистан после завершения строительства энергмоста. Суточная выработка составляет 38 млн. кВт·ч, из которых 18 отправляются в Афганистан, Узбекистан и Иран.

## Модернизация
В 2006 году мощность всех энергоблоков составляла всего 1250 МВт, их произвёл Ленинградский металлический завод в начале 1970-х. Один из обновлённых энергоблоков был введён в эксплуатацию в 2006 году, производитель — российская ОАО «Силовые машины» — подняла его мощность до 233 МВт. Ресурс электростанции тем самым был продлён ещё на 20 лет, а увеличение мощности электростанции повысило годовую выработку электроэнергии на 170 млн кВт·ч.
Газотурбинная станция мощностью 146,7 МВт, состоящая из трёх установок, была возведена в 2016 году в промышленной зоне Марыйской ГЭС. Один из восьми основных энергоблоков в 2017 году был отправлен на капитальный профилактический ремонт.
В начале сентября 2018 года в строй была введена современная комбинированная парогазовая электростанция суммарной мощностью 1574 МВт; производители — американская General Electric и турецкая Çalyk Enerji (Чалык Энерджи). Теоретически это позволяет повысить мощность всей электростанции до 3,4 ГВт, а КПД — с 34,2 до 57% по сравнению с обычными станциями. Также турецкая компания в 2019 году выиграла тендер на модернизацию турбин (с закупкой соответствующих запчастей) на Марыйской ГЭС (ожидается повышение мощности турбин с 650 до 100—1200 МВТ).